# Ugo di San Vittore
Ugo di San Vittore, o Hugues de Saint-Victor (Ducato di Sassonia, 1096 circa – Parigi, 11 febbraio 1141), è stato un teologo, filosofo, cardinale e vescovo cattolico francese, tra i principali teorici della scolastica, venerato come beato dalla Chiesa cattolica.

## Biografia
(Ugo di San Vittore, Soliloquium de arrha animae)
Tramontata l'ipotesi che fosse nato a Ypres, si è da tempo confermata la primitiva ipotesi del Derling della sua nascita nel Ducato di Sassonia, forse nella famiglia dei conti di Blankenburg.
Studiò nella scuola dell'abbazia di San Pancrazio a Hamersleben e verso i vent'anni si trasferì a Parigi, entrando tra i Canonici Regolari nell'Abbazia di San Vittore verso il 1116, allievo del priore Tommaso, e assumendo l'insegnamento verso il 1125; che sia stato anche priore dell'abbazia è una notizia cui si attribuisce scarso fondamento.
Acquistò presto grande fama: dall'Inghilterra vennero ad ascoltarlo Riccardo di San Vittore e forse anche Andrea di San Vittore, dall'Italia Pietro Lombardo e fu in corrispondenza con Bernardo di Chiaravalle, con Gualtiero di Mortagne e con l'arcivescovo Giovanni di Siviglia, partecipando ai dibattiti culturali del tempo.
Nel concistoro del dicembre del 1139 papa Innocenzo II lo creò cardinale vescovo di Frascati.

## Pensiero filosofico
(Didascalicon, libro VI, cap. 3)
Con gli scritti di Ugo si completò il processo di chiarificazione e razionalizzazione del testo scritto, grazie alle spaziature, alla punteggiatura, alla divisione in capitoli con indici alfabetici: ogni singola parola acquistò così indipendenza e si crearono le condizioni per lo sviluppo della lettura silenziosa.
La sua fama nel medioevo fu molto vasta, sia per la sua sapienza, che per le sue esperienze mistiche, che erano un coronamento di tale sapere.
Fu una delle principali personalità della filosofia scolastica agostiniana e i suoi studi offrirono numerosi appoggi alla successiva scuola di Tommaso d'Aquino.
Nel De sacramentis e nel Didascalicon Ugo sostenne la congruenza tra la ragione e la fede, a differenza di San Bernardo di Chiaravalle, poiché il sapere e tutte le arti naturali "servono alla scienza divina" (De sacramentis, Prolusione). La ricerca del sapere sacro e profano si deve articolare quindi su due piani paralleli: uno è quello della rivelazione e dell'illuminazione che provengono da Dio; l'altro è quello dell'investigazione affidata all'uomo, che si deve rivolgere alle cose esterne e alla sua anima. Quello che la ragione non può spiegare e che deve essere pertanto oggetto di fede, non viene più indicato come "incredibile", ma come "mirabile", che trascende la ragione ma non la nega.
Da questi presupposti egli pervenne a una duplice dimostrazione razionale dell'esistenza di Dio: 
1. A partire dalla certezza dell'anima, esistente e finita a partire da una causa creatrice (teoria derivata da Sant'Agostino)
2. A partire dalla certezza delle cose esterne, le quali, in quanto soggette alla caducità, presuppongono a loro volta un creatore.

Grande cura fu dedicata, nelle sue opere (e in quelle poi della scuola dei vittorini), alla ricerca psicologica e antropologica: all'investigazione di un vincolo intermedio tra il corpo e l'anima che spieghi la complementarità tra le due opposte nature dell'uomo, cercando in quale misura esse concorrano alla conoscenza. Ugo indicò tale intermediazione nell'immaginazione, inferiore allo spirito e superiore ai sensi. Individuò inoltre la meditazione quale legame tra scienza e pensiero, intendendola come quello sforzo di comprensione razionale del mistero. Con la meditazione inoltre ci si prepara all'esperienza della contemplazione mistica, rivolta verso Dio o verso le sue creature. Il grado maggiore è ovviamente quello rivolto al Creatore, e presuppone lo sprofondarsi nell'abisso interiore dell'anima.
Nel Didascalicon definisce la natura come "l'autografo libro di Dio", in quanto istituita da Dio al fine di manifestare la sua infinita sapienza. Questo atto segna una tappa del lungo cammino teologico-filosofico che porterà all'idea della Natura come espressione del Pensiero di Dio. Questa idea sarà il motore, nel corso del XVII secolo, della rivoluzione scientifica, sviluppando la convinzione che la conoscenza delle leggi che regolano la Natura fosse la strada maestra per avvicinarsi alla comprensione del Pensiero di Dio.

## Opere

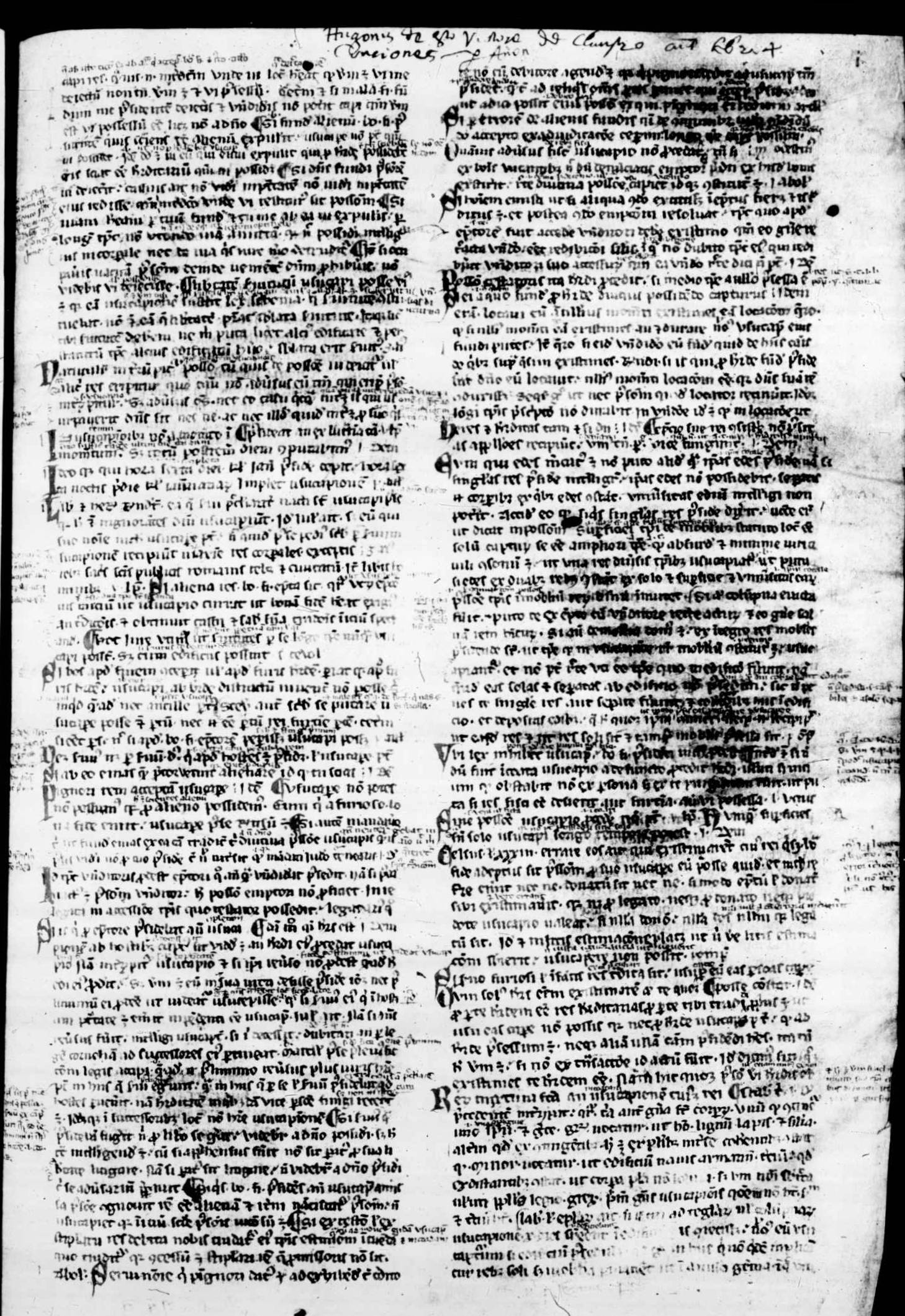
De claustro anime, manoscritto, XIV secolo

La sua opera più importante è il De sacramentis christianae fidei, scritta tra il 1136 e il 1141. In questa prima grande summa teologica medievale egli fu il primo a scegliere nella grande varietà di azioni rituali (benedizioni, scongiuri, esorcismo, eccetera) quelli che noi oggi definiamo sacramenti, come vennero assurti a dogma dalla Chiesa cattolica con il Concilio Lateranense IV del 1215. In quest'opera inoltre egli sviluppa la chiave per la comprensione delle sacre scritture distinguendo tra il significato letterale (historia) e il senso profondo oltre le righe (allegoria).
- Didascalicon de studio legendi in PL CLXXVI, 737 - 812
  - Didascalicon de studio legendi, a c. di M. Sannelli, La Finestra editrice, Lavis, 2011 (testo critico latino e traduzione italiana) ISBN 978-88-95925-27-1
- De institutione novitiorum, in PL CLXXVI, 925 - 952
- Epitome Dindimi in philosophiam, in R. Baron, Hugonis de Sancto Victori Opera propedeutica, Notre Dame, 1966
- De grammatica, in R. Baron, Hugonis de Sancto Victori Opera propedeutica, Notre Dame, 1966
- Practica geometriae, in R. Baron, Hugonis de Sancto Victori Opera propedeutica, Notre Dame, 1966
- Descriptio mappe mundi, in P. Gauthier-Dalché, La "Descriptio mappe mundi" de Hugues de Saint-Victor. Texte inédit avec introduction et commentaire, Paris 1988
- Chronicon, inedito
- De Scripturis et scriptoribus sacris, in PL CLXXV, 9-28
- Annotationes in Pentateuchon, in PL CLXXV, 29-86
- Annotationes in libros Iudicum et Ruth, in PL CLXXV, 87-96
- Annotationes in libros Regum, in PL CLXXV, 95-114
- Homiliae in Ecclesiasten, in PL CLXXV, 113-256
- Expositio super Psalmos, in PL CLXXVII, 589-634
- Expositio super Threnos, in PL CLXXV, 255-322
- Institutiones in Decalogum, in PL CLXXVI 9-14
- Eulogium sponsi et sponsae, in PL CLXXVI, 987-994
- In canticum beatae Mariae, in PL CLXXV, 413-432
- De oratione dominica, in PL CLXXV, 774-789
- De assumptione beatae Mariae, in PL CLXXVII, 1209-1222
- Commentarius in Hierarchiam coelestem, in PL CLXXV, 923-1154
- Dialogus de sacramentis legis naturalis et scriptae, in PL CLXXVI, 17-42
- Sententiae de divinitate, in A. M. Piazzoni, Ugo di San Vittore 'auctor' della "Sententiae de divinitate, Studi Medievali, 23 (1982)
- De sacramentis christianae fidei, in PL CLXXVI, 173-618
- De verbo Dei, in Pl CLXXVII, 289-294
- De quatuor voluntatibus, in PL CLXXVI, non 841-846
- De Verbo incarnato collationes, in PL CLXXVII, 320-324
- De sapientia Christi, in PL CLXXVI, 845-856
- De tribus diebus, in PL CLXXVI, 811-838
- De potestate et voluntate Dei uta maior sit, in PL CLXXVI, 839-842
- De beatae Mariae verginitate, in PL CLXXVI, 857-876
- De tribus rerum subsistentiis, in C. H. Buttimer, Hugonis de Sancto Victore Didascalicon De studio legendi. A critical Text, Washington 1939
- De arca Noe morali, in PL CLXXVI, 617-680
- De arca Noe mystica, in PL CLXXVI, 681-704
- De vanitate mundi, in PL CLXXVI, 703-740
- De septem donis Spiritus sancti, in PL CLXXV, 410-414
- De quinque septenis, in PL CLXXV, 405-410
- De unione corporis et spiritus, in PL CLXXVII, 285-289
- De meditatione, in PL CLXXVI, 993-998
- De virtute orandi, in PL CLXXVI, 977-988
- De substantia dilectionis, in PL CLXXVI, 15-18
- De laude caritatis, in PL CLXXVI, 696-976
- Soliloquium de arrha animae, PL CLXXVI, 951-970
- Epistolae duae ad Ranulphum de Mauriaco, in PL CLXXVI, 1011
- Epistola ad Iohannem Hispalensem, in PL CLXXVI, 1014
- Miscellanea, in PL CLXXVII, 469-590

### Manoscritti
- De claustro anime, XIV secolo, Hereford, Cathedral Library, Manuscript collection, P.5.XII.